# Доннер (озеро)
До́ннер (англ. Donner Lake) — пресноводное озеро в округе Невада (штат Калифорния, США).

## География, описание
Озеро Доннер имеет овальную форму, оно вытянуто с запада на восток на 4,3 километра, с севера на юг — на один километр. Площадь 3,4 км², максимальная глубина 72,5 метров. Доннер расположено на высоте 1821 метр над уровнем моря на восточном склоне Сьерра-Невады. Образовалось в результате моренной запруды. Озеро питают речушки Саммит-Крик и Грегори-Крик, а также множество родников; вытекает из озера речушка Доннер-Крик, являющаяся притоком реки Траки. Озеро административно относится к городу Траки. Вдоль северного берега озера проходит автомагистраль I-80 и шоссе Линкольна, вдоль южного — Первая трансконтинентальная железная дорога США. У восточного берега озера расположен парк штата Доннер-Мемориал.
Озеро, как и ряд других объектов поблизости, названо в честь экспедиции «Доннер Пати» (1846—1847).
В озере водится озёрный голец-кристивомер, микижа, кумжа, нерка. Озеро Доннер является местом проведения триатлона.